# Kent Harnisch
Kent Harnisch (født 20. juli 1972) er en dansk politolog, der har været departementschef i flere ministerier, senest i Finansministeriet fra 2023.
Kent Harnisch er uddannet cand.scient.pol. i 2002 fra Aarhus Universitet.
Han begyndte karrieren som fuldmægtig og chefkonsulent i Ministeriet for Fødevarer, Landbrug og Fiskeri, inden han i 2007 kom til Statsministeriet som chefkonsulent. Herefter rykkede han i 2012 til Finansministeriet, først som kontorchef og fra 2018 som afdelingschef. I 2022 blev han departementschef i Børne- og Undervisningsministeriet, men kom med dannelsen af Økonomiministeriet hertil som departementschef i 2022, inden han i 2023 rykkede til Finansministeriet.